# Microsoft Bob
Microsoft Bob（マイクロソフト ボブ）は、マイクロソフトが1995年3月10日に発売、1996年初に開発終了したWindows系のGUI。Microsoft Bobの目的はWindows 3.1x、Windows 95、Windows NTでより使いやすいユーザインタフェース (UI) を提供して、プログラムマネージャを置き換えることにある。
インストールすると、プログラムマネージャに「Microsoft Bob」という項目が追加される。起動時のユーザー選択は、後のWindows XPのようこそ画面と似ている。Microsoft Bobは画面上に「家」を表示して、各「部屋」にアプリケーションを示す物体を置いている。例えば、机の上に紙、ペン、小切手帳などが置いてあり、紙かペンにクリックすることでワープロソフトが起動する。付属の「Bob Calendar」では月の満ち欠けを見ることができる。
当時流行した"room metaphor"と言われるインタフェースをWindowsで実現するためのものでもある。「room metaphor」は、Windowsで採用されたデスクトップメタファーの概念を発展させたもので、実際の部屋を模した見た目を持つ。
様々な理由から、このソフトウェアはマイクロソフトの失敗作として非難されることが多く、マイクロソフト自身もそれを認めている。

## 開発の経緯
Microsoft BobはWindows 95の発売（1995年8月）よりも前の1995年3月に発売されたが、発売前にはすでに"Utopia"というコードネームで広く知られている。Bobのプロジェクトリーダーはマイクロソフト社の研究者カレン・フライス（Karen Fries）で、設計はスタンフォード大学のクリフォード・ナスとバイロン・リーヴス（Byron Reeves）両教授の研究に基づくものだった。ビル・ゲイツの妻メリンダ・ゲイツも一時Bobのマーケティング・マネージャーを務めていた。マイクロソフトははじめbob.comのドメイン名をボストン地域の技術者ボブ・アンティア（Bob Antia）から購入したが、後にそれをボブ・カースタイン（Bob Kerstein）のwindows2000.comと交換した。

## 内容
1985年のJaneといった初期のグラフィカルユーザインタフェース (GUI) と同じく、Bobの主要なインタフェースは家の室内として示されており、家には居間や台所といった、現実の家にもよく見られる部屋がある。部屋には装飾、家具、そしてアプリケーションを表すアイコンがある。ユーザーは家をカスタマイズすることができる。例えば、物を追加、除去、移動したり、部屋を追加、除去したり、門の通じる部屋を変更したりできる。また、部屋のデザインや装飾を簡単に変更するためのテーマもあり、現代風やポストモダン風の部屋に変更できる。
Bobで使えるアプリケーションは装飾と合うよう設計されている。例えば、時計をクリックすることでカレンダーアプリケーションを起動でき、紙とペンがワードプロセッサーを示している。また、ユーザーは自分でアプリケーションへのショートカットを追加することができる.これらのショートカットは箱や図枠の中にアプリケーションのアイコンを表示するという形でGUI上に示される。
インターネットがよく使われるようになってくる中で発売されたこともあり、Bobには電子メールクライアントが付属された。このクライアントではMCIメールのダイヤルアップメールアカウントにサブスクライブすることができる。料金は月額5米ドルで毎月メールを15件送ることができる。メールの長さのの上限は5,000キャラクタであり、15件の上限を超えて送る場合は1件0.45米ドルの料金がかかる。アカウントのセットアップはフリーダイアルの番号に電話をかけて行う必要がある。
また、「アシスタント」という、家中を移動したり、インタフェースやアプリケーションで様々なタスクを行うことを手伝うキャラクターもいる。

## ゲートウェイ2000版
Microsoft Bobの初期版は1995年頃のゲートウェイ2000社のパソコンにバンドルされていた。ゲートウェイ2000版ではログイン画面にゲートウェイのロゴがあるほか、小売版との違いとして追加の部屋と背景がある。たとえば、ゲートウェイ2000パソコンにつながる箱のある屋根裏部屋が追加された。これらの新しい部屋では既定で表示されるアイコンがより多くなっている。

## 評価と影響
Bobはマイクロソフトの失敗作とされている。Windows 95の発売以前に開発終了したにもかかわらず、Microsoft Bobはレビューやマスコミで批判され続けた。
BobはPC Worldが選んだ史上最悪のテクノロジー製品25点のうち7位、CNETが選んだ10年間最悪の製品の1位、タイム誌が選んだ史上最悪の発明50点の1つに選出されている。タイム誌ではBobに対し「かわいいぶりすぎる」、「クリッピーを礎に設計されたオペレーティングシステム」という評価を下している。マイクロソフト社のスティーブ・バルマーはBobを「私たちは失敗した。止めましょう」と決めた一例として挙げている。
ロヴァー（Rover）という名前の犬がBobでふきだしを使用してユーザーをガイドしていたが、後にWindows XPで「検索コンパニオン」として再登場している。
Comic Sansの書体は元々Microsoft Bobのために設計された書体であり（最終的にBobへの採用は見送られた）、現在でも良く批判されるものの広く使われている。